# سیارک ۳۲۵۷۰
سیارک ۳۲۵۷۰ (به انگلیسی: 32570 Peruindiana، نام‌گذاری: 2001QZ71) سی و دو هزار و پانصد و هفتادمین سیارک کشف شده‌است که در ۲۰ اوت ۲۰۰۱ کشف شد.